# Yamaha Stadium
Yamaha Stadium di Iwata, è lo stadio di calcio della città giapponese, lo stadio è utilizzato da Júbilo Iwata e per Blue Revs (da Rugby a 15).La capacità dello stadio è di 15 165 spettatori.